# ポール・チェンバース
ポール・チェンバース（Paul Chambers、1935年4月22日 - 1969年1月4日）は、1950年代から1960年代にかけて活躍した、ジャズ・ベーシスト。

## 来歴
アメリカ合衆国ピッツバーグ生まれ、デトロイト育ち。10代からデトロイトで演奏していたが、最初はベースではなくチューバなどの管楽器を学んでいた。
1954年に単身ニューヨークへ行き、ジョージ・ウォーリントンのバンドに加入。その後、マイルス・デイヴィスのレギュラー・バンドに移る。1962年のバンドの解散後は、ウィントン・ケリーと約3年間活動し、その後はフリーとなる。
その他、ジョン・コルトレーン、ソニー・ロリンズ、バド・パウエル、キャノンボール・アダレイといったジャズ・ジャイアンツをはじめとして、レッド・ガーランド、ドナルド・バード、フレディ・ハバード、ジャッキー・マクリーンなど多くのミュージシャンとレコーディングを行っており、マイルス・デイヴィス・バンドの後輩ベーシースト、ロン・カーターと並んでサイドマンとしての活躍が名高い。自身のリーダー作も『ベース・オン・トップ』など数作をブルーノート・レコードに残している。
大量の飲酒や麻薬の常習者であったチェンバースは、1969年に肺結核で死去した。
サイドマンとして数々の共演をこなしたチェンバースであったが、マイルス・デイヴィスに始まるモード・ムーヴメントやオーネット・コールマンやジョン・コルトレーンのフリー・ジャズにはあまり興味を示さず、モダン・ジャズの本流とも言うべきオーソドックスなスタイルを生涯変えなかった。

## プレイスタイル
チェンバースのプレースタイルは、管楽器経験に根ざすとも言われるメロディックなベースラインに特徴がある。とかく、アルコ（弓弾き）やピチカートによるアドリブソロに注目が集まりがちであるが、4ビートのベースラインの評価も高い。

## ディスコグラフィ

### リーダー・アルバム
- 『チェンバース・ミュージック』 - Chambers' Music (1956年、Jazz: West)
- 『ウィムス・オブ・チェンバース』 - Whims Of Chambers (1957年、Blue Note)
- 『ベース・オン・トップ』 - Bass on Top (1957年、Blue Note)
- 『ポール・チェンバース・クインテット』 - Paul Chambers Quintet (1958年、Blue Note)
- 『ウィ・スリー』 - We Three (1959年、New Jazz) ※with ロイ・ヘインズ、フィニアス・ニューボーン
- 『ゴー』 - Go (1959年、Vee-Jay)
- 『ファースト・ベースマン』 - 1st Bassman (1960年、Vee-Jay)
- Westlake Bounce The Music Of John Graas (2004年) ※1957年録音

## 参考
この記事は英語版からの翻訳・転写を含みます（初稿:2005年5月6日 (金) 12:57）